# 뉴 레프트 리뷰
《뉴 레프트 리뷰》(New Left Review)는 세계 정치, 경제, 문화를 주제로 하는 영국의 격월지이다. 영국에서 신좌파가 대두되면서 E. P. 톰슨과 존 사빌이 창간한 《더 뉴 리즈너》(The New Reasoner)와 《유니버시티스 앤 레프트 리뷰》(Universities and Left Review)가 1960년 통합하면서 창간하였다. 초대 편집장을 스튜어트 홀이 맡았다. 2000년에 편집진은 지난 업적들에 대한 쇄신을 목적으로 제1호로 재창간을 하며 잡지의 노선인 '비타협적 현실주의'를 강화했다. 2009년 1월에 도서출판 길에서 18편의 글을 묶은 한국판을 발간했다.

## 참고 문헌
- Birchall, Ian (2007년 7월 2일). “New Left Review: The search for theory”. 《International Socialism》 115.